# Grezzana
Grezzana és un comune (municipi) de la província de Verona, a la regió italiana del Vèneto, situat a uns 100 quilòmetres a l'oest de Venècia i a uns 10 quilòmetres al nord-est de Verona.
A 1 de gener de 2020 la seva població era de 10.838 habitants.
Grezzana limita amb els següents municipis: Bosco Chiesanuova, Cerro Veronese, Erbezzo, Negrar, Roverè Veronese, Sant'Anna d'Alfaedo i Verona.